# Villa del Bosco
Villa del Bosco – miejscowość i gmina we Włoszech, w regionie Piemont, w prowincji Biella.
Według danych na styczeń 2009 gminę zamieszkiwało 391 osób przy gęstości zaludnienia 105,7 os./1 km².